# Gustav Possler
Gustav Possler (* 11. November 1994 in Södertälje) ist ein schwedischer Eishockeyspieler, der seit 2010 bei MODO Hockey in der schwedischen Svenska Hockeyligan spielt. Possler gilt als schneller und technisch versierter Offensivspieler, der seine Fähigkeiten als Torvorbereiter im Kreativspiel sowie insbesondere im Powerplay zur Geltung bringen kann.
Sein Bruder Zebastian ist ebenfalls professioneller Eishockeyspieler und momentan bei Tegs SK in der Hockeyettan aktiv.

## Karriere
Possler spielte zu Beginn seiner Karriere zunächst in den Nachwuchsmannschaften vom IF Björklöven und bei Luleå HF in verschiedenen Juniorenligen, ehe er im Januar 2011 in den Nachwuchsbereich von MODO Hockey wechselte. Dort gab er während der laufenden Saison 2011/12 sein Profidebüt in der Elitserien und hat sich nach einer kurzzeitigen Leihe zu Mora IK in die HockeyAllsvenskan als Stammspieler im Kader von MODO etabliert.
Possler wurde im NHL Entry Draft 2013 in der fünften Runde an 130. Position von den Buffalo Sabres ausgewählt.

## Erfolge und Auszeichnungen
- 2012 Silbermedaille bei der U18-Junioren-Weltmeisterschaft